# Lijst van Belgische internationals van RSC Anderlecht
In de geschiedenis van voetbalclub RSC Anderlecht speelden verscheidene spelers van Anderlecht ook voor het Belgisch voetbalelftal. Hieronder staat een lijst met de 100 Belgische voetballers van Anderlecht welke voor de Rode Duivels speelden tijdens hun paars-witte loopbaan. De spelers zijn gerangschikt volgens het aantal interlands in dienst van Anderlecht: iemand als Geert De Vlieger speelde bijvoorbeeld 43 keer voor de Rode Duivels, dit deed hij slechts viermaal als speler van Anderlecht.
Jonathan Legear was de 100ste speler van Anderlecht die voor de Rode Duivels mocht spelen.

## Lijst
- Paul Van Himst (81)
- Georges Heylens (67)
- Jef Jurion (64)
- Franky Vercauteren (60)
- Jef Mermans (56)
- Georges Grün (51)
- Pierre Hanon (48)
- Bart Goor (46)
- Wilfried Puis (46)
- Marc Degryse (42)
- Glen De Boeck (35)
- François Van der Elst (34)
- Martin Lippens (33)
- Henri Meert (33)
- Jean Plaskie (33)
- Yves Vanderhaeghe (33)
- Enzo Scifo (32)
- Ludo Coeck (31)
- Luc Nilis (28)
- Walter Baseggio (27)
- Jacky Stockman (27)
- Filip De Wilde (26)
- Danny Boffin (25)
- Ferdinand Adams (23)
- Laurent Verbiest (23)
- Olivier Deschacht (20)
- Jean Caudron (19)
- Jean Cornelis (19)
- Jean Dockx (19)
- Hugo Broos (18)
- Lorenzo Staelens (18)
- Anthony Vanden Borre (17)
- Guillaume Gillet (17)
- Erwin Vandenbergh (17)
- Jan Verheyen (17)
- Patrick Vervoort (17)
- Stéphane Demol (16)
- Johan Devrindt (16)
- Mbo Mpenza (16)
- Bertrand Crasson (15)
- Gilbert Van Binst (15)
- René Vandereycken (15)
- Philippe Albert (14)
- Vincent Kompany (14)
- Jelle Van Damme (14)
- Jean Trappeniers (11)
- Arsène Vaillant (11)
- Michel De Wolf (10)
- Romelu Lukaku (10)
- Marc Emmers (9)
- François Sermon (9)
- Marc Van Der Linden (9)
- Erwin Vandendaele (9)
- Alex Czerniatynski (8)
- Jacky Munaron (8)
- Silvio Proto (8)
- Georges Van Calenberg (8)
- Hippolyte Van den Bosch (8)
- Gilles De Bilde (7)
- Johan Walem (7)
- Tom De Sutter (6)
- Leander Dendoncker (6)
- Michel Renquin (6)
- Yari Verschaeren (6)
- Walter Degreef (5)
- Jan Van Steen (5)
- Bruno Versavel (5)
- Michel De Groote (4)
- Geert De Vlieger (4)
- François Degelas (4)
- Victor Erroelen (4)
- Emmanuel Karagiannis (4)
- Tristan Peersman (4)
- Youri Tielemans (4)
- Nacer Chadli (3)
- Mark De Man (3)
- Marcel Decorte (3)
- Pier Janssen (3)
- Luis Oliveira (3)
- Frédéric Peiremans (3)
- René Van Der Wilt (3)
- Frits Vanden Boer (3)
- Jacques Culot (2)
- Gaston De Wael (2)
- Didier Dheedene (2)
- Jérémy Doku (2)
- Olivier Doll (2)
- Willy Geurts (2)
- Jonathan Legear (2)
- Rik Matthys (2)
- Alfons Peeters (2)
- Michel Vanvarenbergh (2)
- Jeng Van den Bosch (2)
- Josip Weber (2)
- Dennis Praet (1)
- David Brocken (1)
- Elias Cobbaut (1)
- Albert Cluytens (1)
- Charles De Munter (1)
- Charles De Vogelaere (1)
- François De Wael (1)
- Hannes Delcroix (1)
- Marc Hendrikx (1)
- Denis Odoi (1)
- Davy Oyen (1)
- Luigi Pieroni (1)
- Jean Thissen (1)
- Jean Valet (1)
- Hendrik Van Crombrugge (1)
- Paul Van den Berg (1)

De vetgedrukte namen spelen nog bij Anderlecht.